# Тимур Вермеш
Тимур Вермеш (на немски: Timur Vermes) е немски писател, журналист и преводач, автор на романи и публицистика.

## Биография
Тимур Вермеш е роден през 1967 г. в Нюрнберг. Майка му е германка, а баща му – унгарец, бежанец от страната си след потушаването на Унгарското въстание през 1956 г.
Вермеш завършва гимназия с матура и следва история и политология в Ерланген.
После работи като журналист за булевардни вестници като „Мюнхнер абендцайтунг“ или „Кьолнер експрес“, а също за различни списания.
През 2007 г. започва да се издържа като писател на чужди книги (ghost-writer), напр. създава романа „Какво остава след смъртта“ с автор неизвестния Петер Андерс, а Вермеш е посочен в карето накрая като „сътрудник“.
През 2012 г. Тимур Вермеш публикува първия си собствен роман „Той пак е тук“ („Er ist wieder da“).
В тази сатира се описва как през 2011 г. Адолф Хитлер се появява в Берлин, участва в различни телевизионни програми и отново намира свои почитатели.
След представянето му на Франкфуртския панаир на книгата романът стига до първо място в класацията за бестселъри на списание „Шпигел“.
От септември 2012 г. до юли 2015 г. „Той пак е тук“ е продаден в повече от 1 400 000 екземпляра и е преведен на 41 езика.
През 2014 г. романът е екранизиран и филмът излиза по кината през октомври 2015 г., като е видян от 2 400 000 зрители.
През 2018 г. Тимур Вермеш публикува нов гротесков роман под заглавие „Гладните и сититие“ („Die Hungrigen und die Satten“).

### Романи
- 2012: Er ist wieder da

Той пак е тук, изд.: Атлантис КЛ, София (2013), прев. Любомир Илиев
- 2015: Er ist wieder da. Erweiterte Studienausgabe,
- 2018: Die Hungrigen und die Satten,

### Публицистика
- 2010: München für Verliebte